# NGA (cantor)
NGA, nome artístico de Edson Wildbrand Silva, (Luanda, 3 de novembro de 1982) é um rapper angolano radicado em Portugal.

## Biografia
Aos 10 anos de idade os seus pais separam-se e NGA muda-se para Portugal com a sua mãe e irmã, vivendo de favor em casa de familiares. É em Portugal que NGA conhece e apaixona-se por Rap e pela cultura Hip Hop, vendo vídeos na televisão de grupos como Black Company.
Enfrentando dificuldades financeiras ele e sua mãe são “forçados” a se mudar para a Linha de Sintra, subúrbio da Grande lisboa. Na Linha de Sintra, NGA conhece Masta (Terêncio), Don G. (Walter), e Prodígio (Osvaldo), juntos formam o grupo de rap Força Suprema, fazendo também parte da família o seu amigo de infância PMP (Odair), Inspirado em álbuns como Filhos da Ruas dos Black Company e Manda-Chuva do Boss AC, NGA e os amigos preparam o primeiro trabalho intitulado “Explosão Lírica” em 1998 em formato de fita cassete.
Dois anos após o lançamento do primeiro álbum, ”Invasão”, com todos membros da SN (Street Niggaz). Depois de anos de luta no quase anonimato musical, a Força Suprema consegue ganhar alguma exposição com o lançamento do álbum ”De Corpo & Alma” em 2006, já editado pela Mad Rap Records, o álbum teve uma surpreendente aceitação por parte do público.
Depois do sucesso do trabalho do grupo, NGA consegue o destaque como um dos mais promissores MCs do panorama musical PALOP.
Em 2012 lançou o seu primeiro album a solo intitulado "Filho Das Ruas" que foi um sucesso em vendas e não parou por aí em Abril de 2014 lançou o seu segundo album intitulado "King" que também foi um sucesso de vendas.
Em 2015 NGA vence uns dos prémios mais importante do musical angolano conquistando três prémios ainda em 2015.[carece de fontes?] NGA participou do MAMA o "Music Award África" em duas categorias; Best Rap e o Melhor Artista Lusófono.[carece de fontes?]

## Discografia
- Filho das Ruas (2012)
- King (2014)
- A União Faz a Força (2016)

## 2016
Força Suprema Lançou O Album Intitulado ''E A União Fez A Força'' .

## 2015
Em 7 de Setembro a marca francesa LEEF anuncia na sua página do instagram que `Olguinério oferece `NGA a passar a ser embaixador da marca, de roupa, francesa, LEEF. NGA será  representante lusófono da marca, que é usada por artistas famosos como o actor Yazz, que interpreta o papel de Hakeem na série “Empire”, o cantor Chris Brown ou os famosos dançarinos Le Twins, que participaram da última tournée da Beyoncé.´´ 

## Curiosidades
- NGA já venceu o premio CPLP Music Awards na categoria de melhor rapper lusofono
- Nga venceu dois premios pelos Angola Hip Hop Awards são eles de Melhor videoclip do ano com ``Normal´´ e melhor mixtape com ``Atitude´´.